# Negbina
Negbina (en serbe cyrillique : Негбина) est un village de Serbie situé dans la municipalité de Nova Varoš, district de Zlatibor. Au recensement de 2011, il comptait 355 habitants.

## Démographie
| 1948 | 1953 | 1961  | 1971 | 1981 | 1991 | 2002 | 2011 |
| ---- | ---- | ----- | ---- | ---- | ---- | ---- | ---- |
| 939  | 991  | 1 112 | 879  | 660  | 517  | 475  | 355  |

|  |